# Carlota Cristina de Brunsvique-Volfembutel
Carlota Cristina Sofia de Brunsvique-Volfembutel (Volfembutel, 28 de agosto de 1694 - São Petersburgo, 2 de novembro de 1715) foi a esposa do czarevich Alexei Petrovich da Rússia.

## Família
Carlota Cristina foi a terceira filha do duque Luís Rudolfo de Brunswick-Wolfenbüttel e da princesa Cristina Luísa de Oettingen-Oettingen. Entre as suas irmãs estava a duquesa Isabel Cristina de Brunswick-Wolfenbüttel, mãe da imperatriz Maria Teresa da Áustria, o que a tornava tia-avó da rainha Maria Antonieta de França. Os seus avós paternos eram o duque António Ulrich de Brunsvique-Luneburgo e a princesa Isabel Juliana de Schleswig-Holstein-Sønderburg-Nordborg. Os seus avós maternos eram o príncipe Alberto Ernesto I de Oettingen-Oettingen e a duquesa Cristina Frederica de Württemberg.

## Primeiros anos

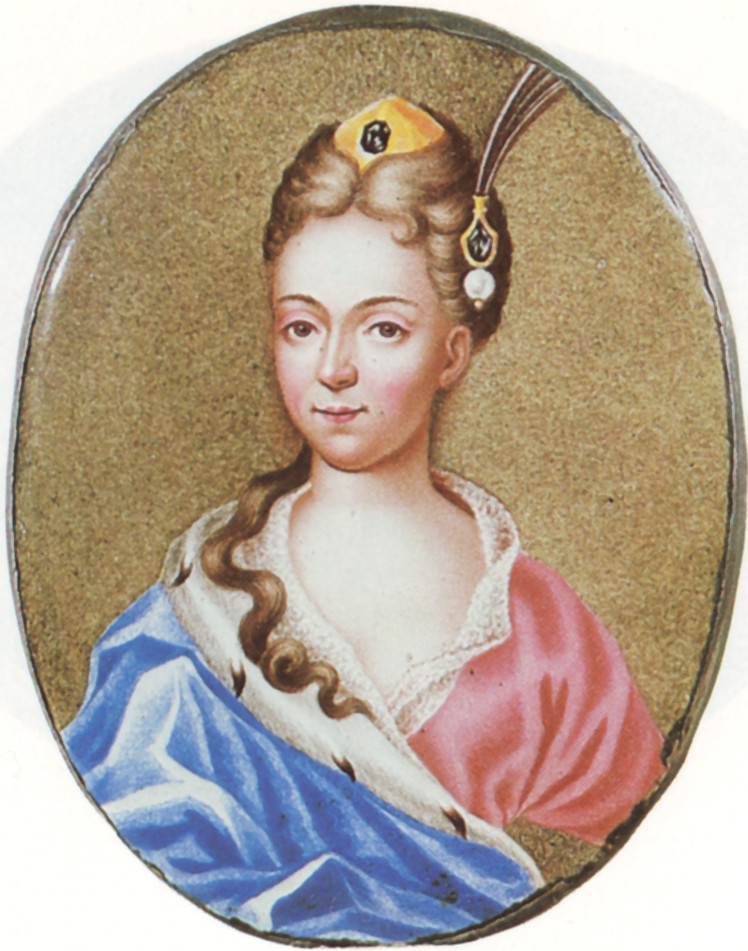
Retrato de Carlota Cristina no Museu Hermitage

Carlota foi educada na corte do rei Augusto II da Polónia já que a esposa deste, a princesa Cristiana de Brandenburg-Bayreuth, era sua parente distante e sua madrinha. Teve uma boa educação considerando a época. Em finais de 1709, o czar Pedro I da Rússia enviou o seu filho Alexei a Dresden para que este terminasse os seus estudos e foi aí que Carlota o conheceu. O czar Pedro achou que a jovem duquesa era um bom partido para o seu filho porque a sua irmã mais velha estava casada com o sacro-imperador romano-germânico Carlos VI e os russos procuravam obter o apoio da Áustria para o conflito que planeavam contra os turcos.

## Casamento e vida na Rússia
No dia 25 de outubro de 1711, Carlota casou-se com o czarevich Alexei, filho mais velho e herdeiro do czar Pedro I da Rússia e da sua primeira esposa, Eudoxia Lopukhina, em Torgau. Permaneceu luterana, mas os seus filhos foram criados como ortodoxos. O casamento foi o primeiro a romper com uma velha tradição russa segundo a qual os membros da família imperial escolhiam os seus consortes entre as várias famílias nobres russas. Assim, Carlota foi a primeira princesa estrangeira a ser recebida pela família imperial russa desde Zoe Palaiologina. Em 1712, a duquesa recebeu o título de princesa-herdeira da Rússia, o mesmo ano em que chegou à Rússia.

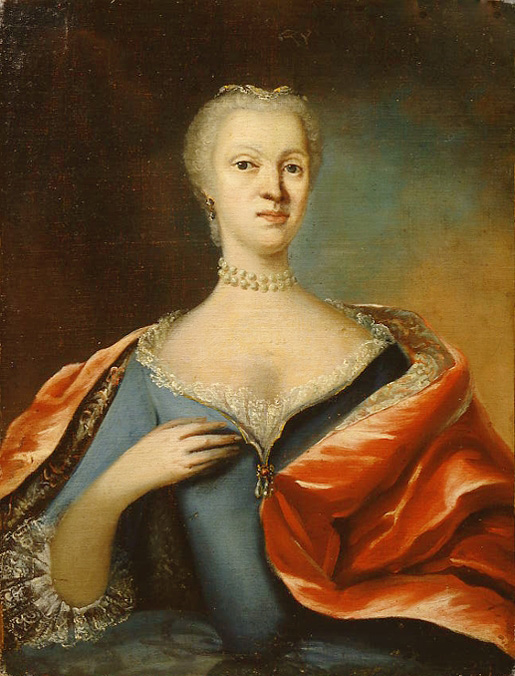
Carlota Cristina.

O czar Pedro I gostava da sua nora, mas Carlota vivia isolada do czar, na sua própria corte que era frequentado maioritariamente por estrangeiros. No inicio o casamento foi feliz, mas o abuso de álcool por parte de Alexei fez com que o casal se começasse a afastar. Pouco depois o czarevich começou abertamente a ter um caso amoroso com Yefrosinya Fedorov ainda durante a vida da sua esposa e que duraria até depois da sua morte. Carlota refugiava-se junto da sua filha Natália e acabou por morrer poucos dias depois do nascimento do seu filho Pedro, futuro czar da Rússia. Nenhum dos seus dois filhos teve descendência.

## Lenda

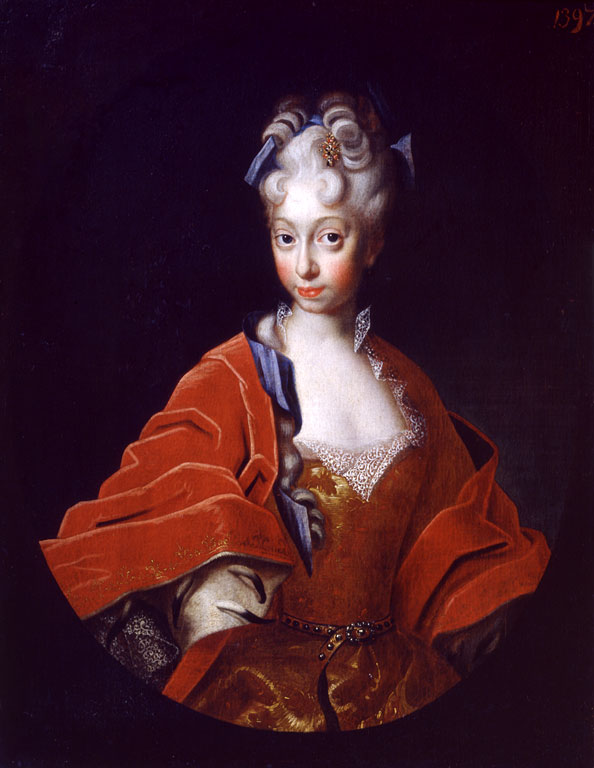
Carlota por autor desconhecido.

Cerca de cinquenta anos depois da morte de Carlota apareceu uma lenda que dizia que a duquesa não tinha morrido em 1715 e uma boneca de madeira tinha sido colocada no seu caixão. Segundo a mesma, Carlota terá fugido da Rússia, casando-se depois com um oficial francês chamado d'Auban com quem se mudou posteriormente para Paris. Depois o casal ter-se-à mudado para a ilha de Bourbon onde d'Auban morreu e Carlota regressou à Europa, passando o resto da vida entre Paris e Bruxelas com uma pensão oferecida pela sua sobrinha, Maria Teresa da Áustria. O escritor Heinrich Zschokke transformou esta lenda num romance intitulado "Die Prinzessin von Wolfenbüttel". Charlotte Birch-Pfeiffer escreveu um libreto sobre a mesma e o duque Ernesto de Saxe-Coburgo escreveu uma ópera intitulada "Santa Chiara".